# Kanton Monthois
Kanton Monthois (fr. Canton de Monthois) byl francouzský kanton v departementu Ardensko v regionu Champagne-Ardenne. Tvořilo ho 18 obcí. Zrušen byl po reformě kantonů 2014.

## Obce kantonu
- Ardeuil-et-Montfauxelles
- Aure
- Autry
- Bouconville
- Brécy-Brières
- Challerange
- Condé-lès-Autry
- Liry
- Manre
- Marvaux-Vieux
- Montcheutin
- Monthois
- Mont-Saint-Martin
- Saint-Morel
- Savigny-sur-Aisne
- Séchault
- Sugny
- Vaux-lès-Mouron